# En entendant le premier coucou au printemps

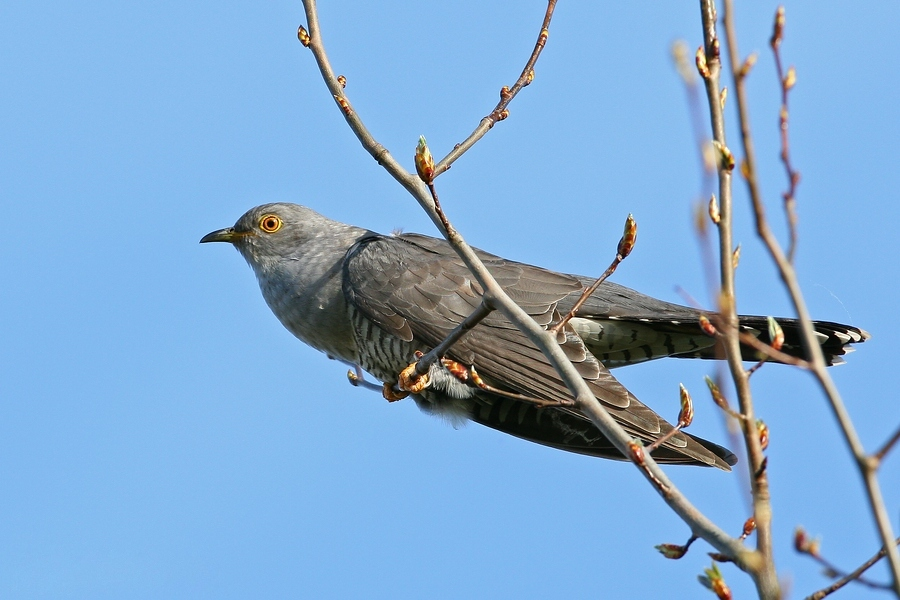
Photographie de coucou par Tim Peukert

En entendant le premier coucou au printemps (On Hearing the First Cuckoo in Spring) est un poème symphonique composé en 1912 par Frederick Delius. Il a été joué pour la première fois à Leipzig le 23 octobre 1913.
L'œuvre commence sur un rythme lent sur trois mesures, le premier thème fait entendre un échange d'appels de coucou, d'abord au hautbois, puis à l'orchestre. Le deuxième thème est écrit pour le premier violon, il reprend une chanson traditionnelle norvégienne, Dans la vallée d'Ola, que le compositeur australien Percy Grainger avait fait découvrir à Delius. (Le même thème est cité par Edvard Grieg dans ses 19 chansons populaires, Op. 66). La clarinette rejoue les appels du coucou avant que l'œuvre s'achève sur un mode pastoral.